# Vincenzo Gioberti

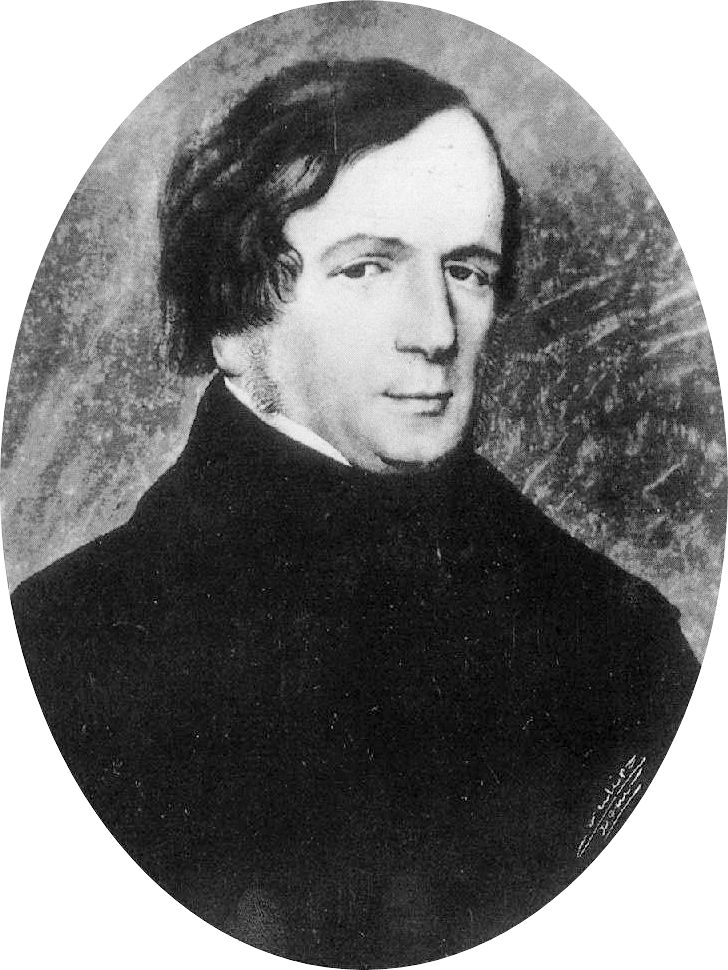
Vincenzo Gioberti.

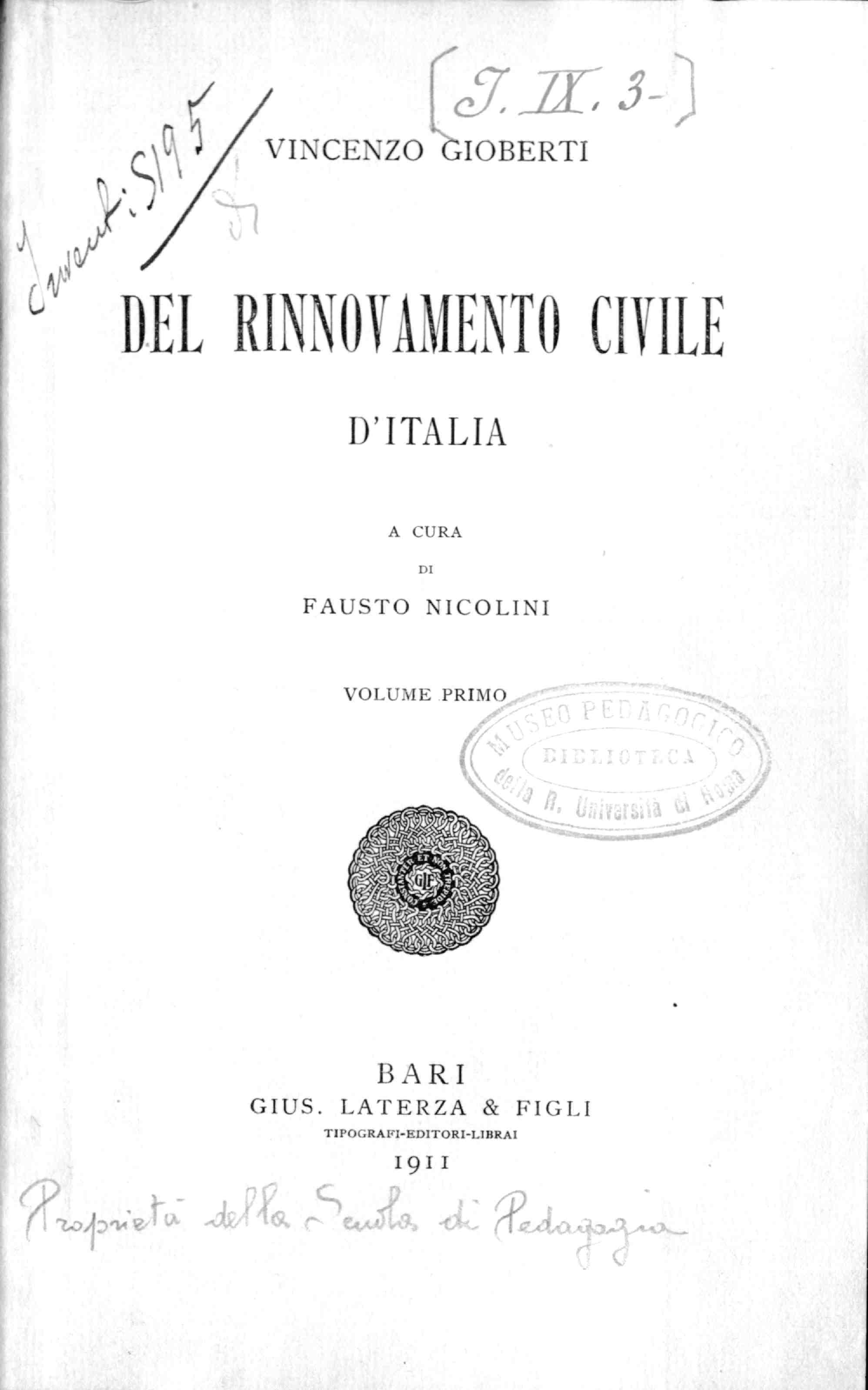
Del rinnovamento civile d'Italia, 1911

Vincenzo Gioberti (Turín 5 de abril de 1801- París 26 de octubre de 1852) fue un político, filósofo y sacerdote católico italiano. Primer presidente de la Cámara de Diputados del Reino de Cerdeña.
De salud endeble y de espíritu delicado, lector infatigable, fue ordenado sacerdote en 1825. Leyó la tesis de habilitación sobre De Deo et naturali religione (Turín 1825), y fue nombrado profesor de la Universidad de Turín en 1825. Al año siguiente fue nombrado capellán de la Corte de Carlos Alberto. Intervino en las actividades políticas de la época, por las que fue encarcelado y finalmente desterrado. En Bruselas enseñó Filosofía en el Instituto Gaggia entre 1834 a 1845. Católico fervoroso y ardoroso anticlerical, pasó por distintas posturas filosóficas, teológicas y políticas. En 1848, reintegrado a Italia, presidió la Cámara de Diputados y luego el Consejo de Ministros durante unos meses. Enviado a París como embajador en 1849, renunció al cargo permaneciendo en la capital francesa, donde murió en 1852. Su nombre vive unido a la política del Risorgimento italiano y a la polémica con los jesuitas.
Gioberti representa una forma de ontologismo, en lo que esta doctrina supone de superación del subjetivismo moderno inaugurado por Descartes. El intento giobertiano es de matiz platónico, tal como ha sido reinterpretado y sublimado por el realismo cristiano. Gioberti estima que la dualidad Dios-mundo, infinito-finito, es insuprimible, y la inteligibilidad de esta dualidad hay que encontrarla en la intuición. Es la intuición, y no la reflexión, y mucho menos la abstracción, la que nos presenta la «idea» como objeto inmediato del conocimiento. Esta «idea» no es una elaboración de la mente, sino que condiciona cualquier conocimiento, ya que es innata a la mente. La «idea» es primitiva, indemostrable, evidente y cierta por sí misma, dice textualmente Gioberti. (Introduzione allo studio della filosofía, cap. III). La primera idea de la mente es la «idea primerísima», es decir, Dios. Il primo psicologico, para decirlo con palabras de Gioberti, es il primo ontologico. Para Gioberti, el Ente se revela en lo existente, pero lo existente no puede ser ni conocido ni pensado si no está en relación real y cognoscitiva con el Ente. La trascendencia del Ente es, pues, para Gioberti, una trascendencia muy peculiar, al otorgar a la creación divina una causalidad integral imparejable con las causas segundas.
La intuición del hombre es una participación del acto creador de Dios. Para Gioberti la intuición tiene de actividad tanto como de pasividad, aunque con notables diferencias y grados. Es la actividad nacida de la pasividad en la que se le ha dado la idea del Ente, o el Ente como idea. Sin embargo, Dios está siempre presente en la intuición como creador, y el hombre al conocer reconoce en las cosas la luz divina que atesoran y en la que están inundadas. Para Gioberti, si no se admite como innata la idea de Dios, no hay posibilidad de captar la verdad o lo verdadero de las cosas. Vemos todas las cosas en Dios, fórmula del ontologismo, pero al través del hombre y en él; siempre que no se confunda esta tesis con la subjetivista del psicologismo. Lo más excelso de la naturaleza creada es la mente humana, que es un infinito potencial, no solo porque pueda conocer todo, sino porque reside en ella la actualidad divina creadora. Por tanto solo conocemos si admitimos previamente que Dios es en nosotros y en nuestra mente con presencia ontológica, aunque no se identifique con nuestra mente. Por estas ideas ha sido acusado, a veces, de panteísmo, pero ello es una exageración (Palhoriés, o.c. en bibl. 267-325).
Gioberti habla de dos ciclos en la creación del mundo. El primero es obra exclusiva de Dios; el segundo es también del hombre. El «también» es indispensable para captar el núcleo del pensamiento giobertiano con corrección. La creación del hombre consiste en reducir lo creado a la unidad originaria. El hombre es una especie, y la expresión es de Gioberti, de Dios inferior, imitador del Supremo. En Gioberti se apunta una doctrina sobre la «praxis», no desarrollada, pero que contiene sugerencias valiosas, ya que llega a considerar como antinatural el divorcio posible entre el pensamiento y la acción. Solo se conoce algo, al decir de Gioberti, si se recrea. Aprender, dice, a la letra, es crear, más que recordar, como se contentaba con pensar Platón.
Las relaciones entre Filosofía y Religión son explicadas por Gioberti a la luz del primado ontológico. La religión es la filosofía en potencia, pero a la vez la cúspide. La filosofía es un momento intermedio para la religión; y una filosofía que no tiene en cuenta la acción que exige la religión, es una filosofía vana. Para Gioberti la religión de lo sobrenatural, es decir, la Revelación, es como la potencia inicial de la que toma arranque la reflexión filosófica. La Revelación es, para Gioberti, la filosofía divina. Estas apreciaciones y otras relacionadas con ellas las obtiene Gioberti de su idea de creación, que es una de las nociones más fecundas y controvertidas de su pensamiento. «El dogma de la creación, pues, es un hecho científicamente cierto que la razón refleja, discurriendo ab absurdis, demuestra indirectamente» (Gioberti, Introduzione allo studio della Filosofía, IV,8).
Gioberti desarrolló ampliamente el pensamiento político, hasta el punto de que no resulta siempre fácil saber si son los presupuestos políticos los que moldean su pensamiento filosófico especulativo, o es la filosofía la que sostiene sus tesis políticas. Manifiesta su oposición al concepto de soberanía popular, tal como fue propuesto por Rousseau, y al de despotismo a lo Hobbes. Su fórmula, pensando siempre en Italia, fue: predominio del pensamiento, autonomía nacional, recuperación del pueblo. Después de oscilaciones y perplejidades, se mostró un decidido adversario del poder temporal del Papado, defendiendo en cambio con ardor la autoridad suprema espiritual del romano pontífice.

## Unificación de Italia
Gioberti fue uno de los líderes de los neogüelfos durante la unificación de Italia. El objetivo de esta corriente era lograr que el país se convirtiera en una federación de estados liderada por el Papa.